# Sermur
Sermur – miejscowość i gmina we Francji, w regionie Nowa Akwitania, w departamencie Creuse.
Według danych na rok 1999 gminę zamieszkiwało 128 osób, a gęstość zaludnienia wynosiła 6 osób/km² (wśród 747 gmin Limousin Sermur plasuje się na 481. miejscu pod względem liczby ludności, natomiast pod względem powierzchni na miejscu 342.).

## Populacja

Populacja Sermur w latach 1962–2008